# Weegschaalmuseum
Het Weegschaalmuseum is een museum in Naarden. Het is gevestigd in een voormalig waaggebouw het Spaanse Huis genaamd.
In het Weegschaalmuseum is een collectie te zien van historische weeg- en meetinstrumenten zoals balansen, weegschalen, gewichten, lengte- en inhoudsmaten. Aan de bezoeker wordt een overzicht geboden van de geschiedenis van meten en wegen, zo wordt onder andere getoond hoe maten en gewichten vroeger werden geijkt. Het museum laat zien hoe meten en wegen door de eeuwen heen verbonden zijn geweest met talrijke facetten van het menselijk bestaan. Het museum beschikt over een uitgebreide bibliotheek en archief.
Het Spaanse Huis is een middeleeuwse gebouw en was vermoedelijk ooit een gasthuis of de kapel van een gasthuis. Tijdens de verovering van Naarden door de Spanjaarden fungeerde het als stadhuis. Op de voorgevel zijn nog altijd twee gevelstenen aanwezig die herinneren aan de 'Spaanse Moord'. Nadien is het gebouw nog onder andere gebruikt geweest als waag en militaire bakkerij en vanaf juni 2012 is hier het Weegschaalmuseum gevestigd.

## Galerij

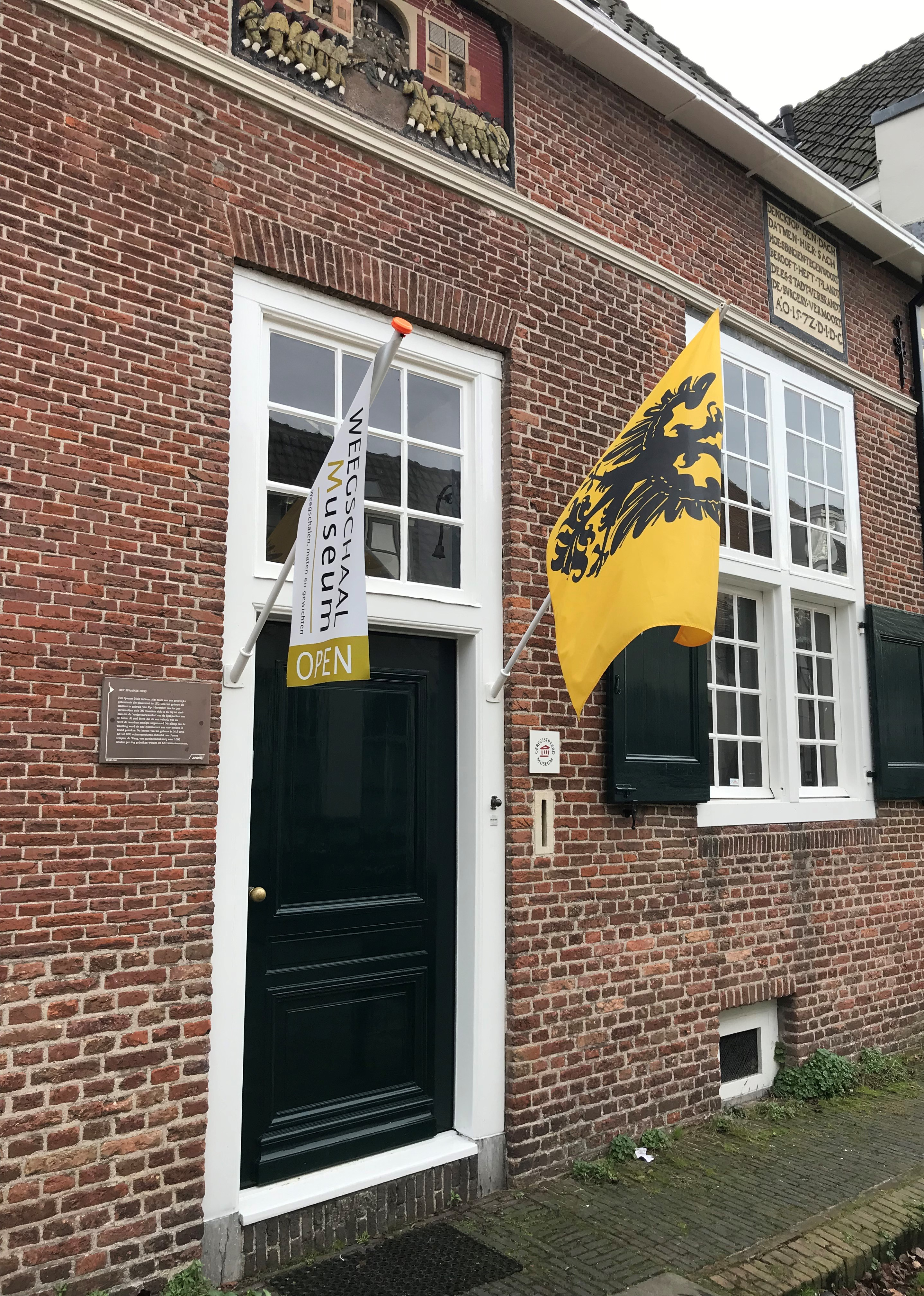
Entree museum
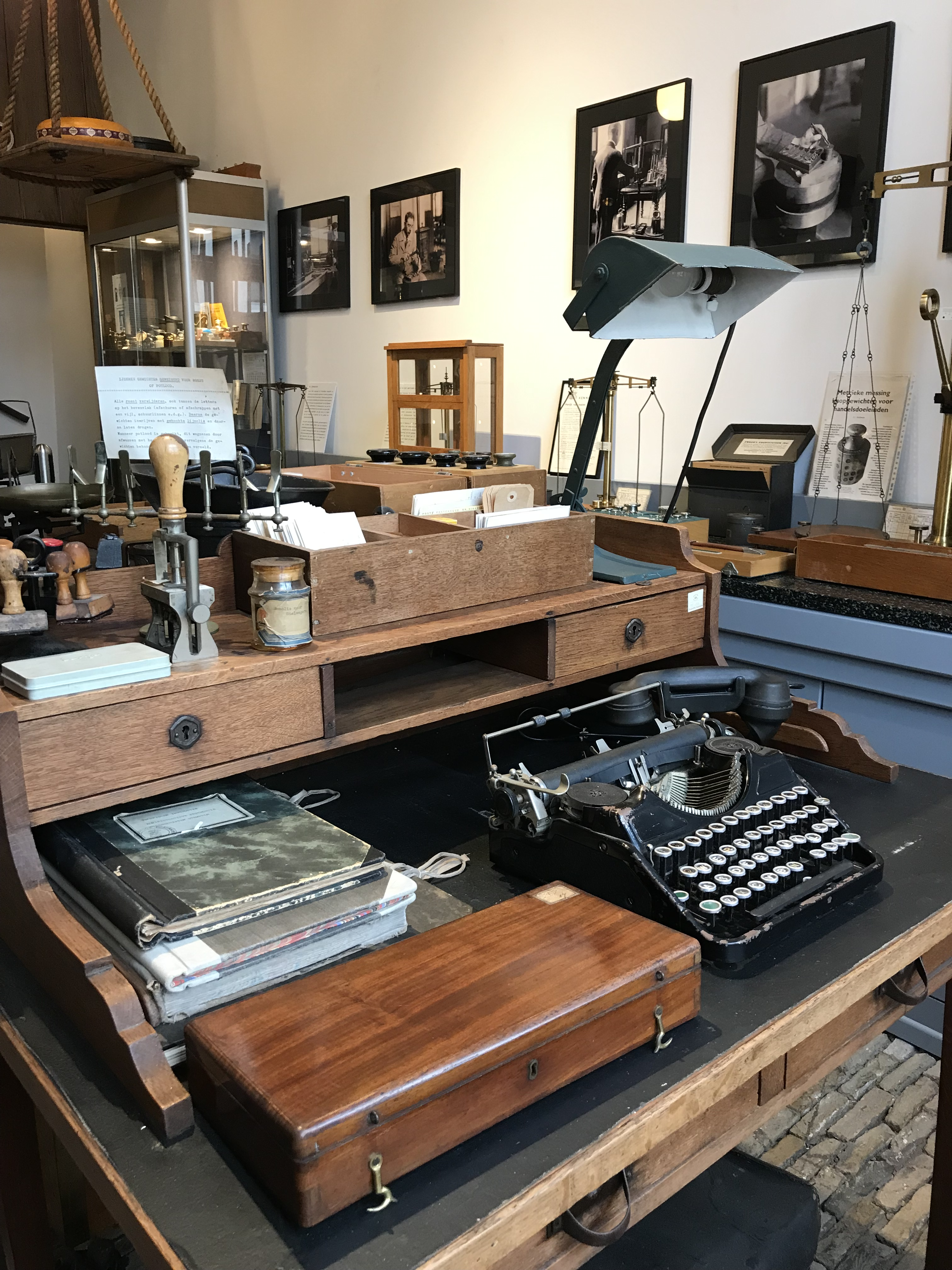
IJkkantoor
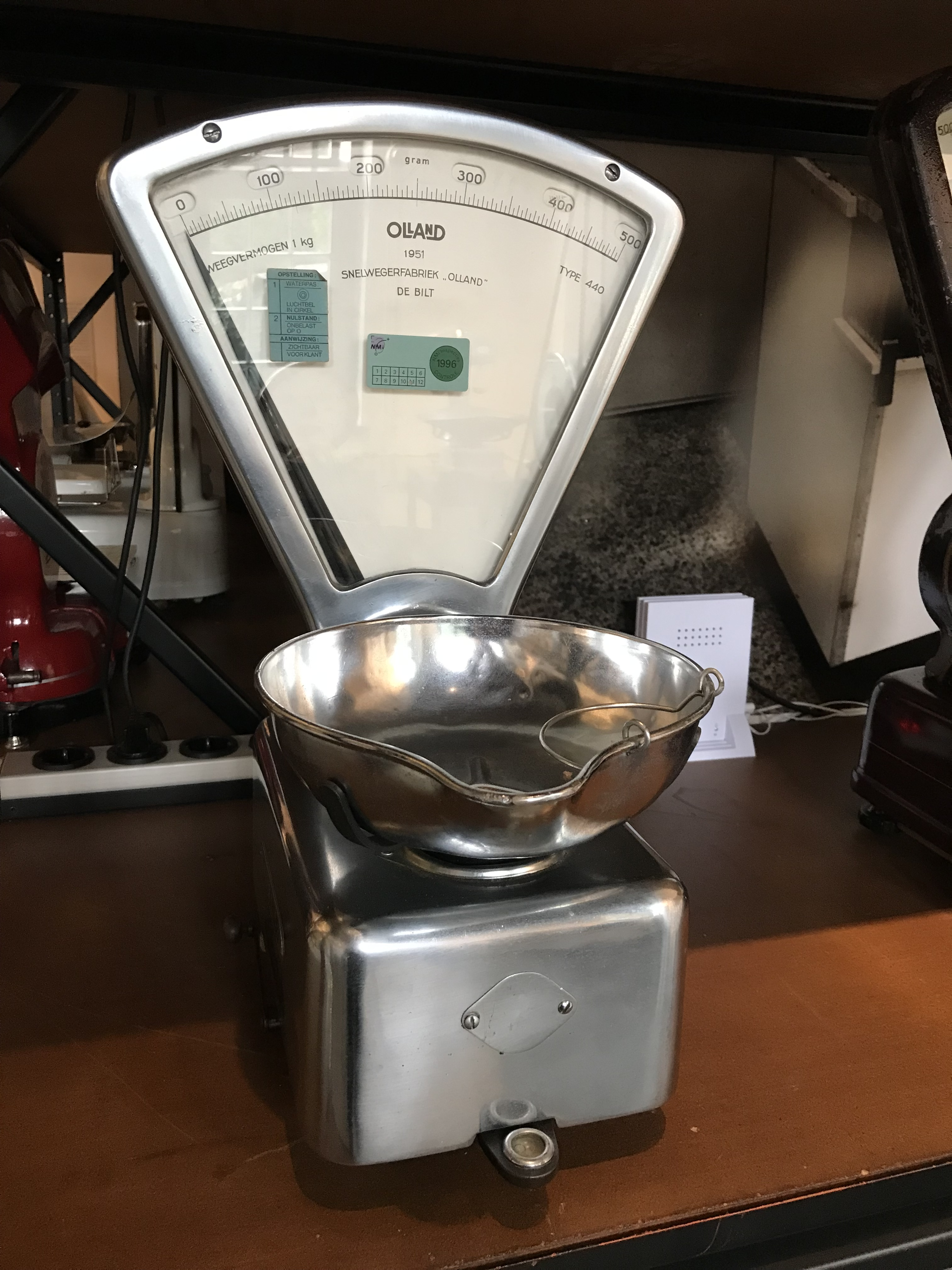
Olland toonbankweegschaal
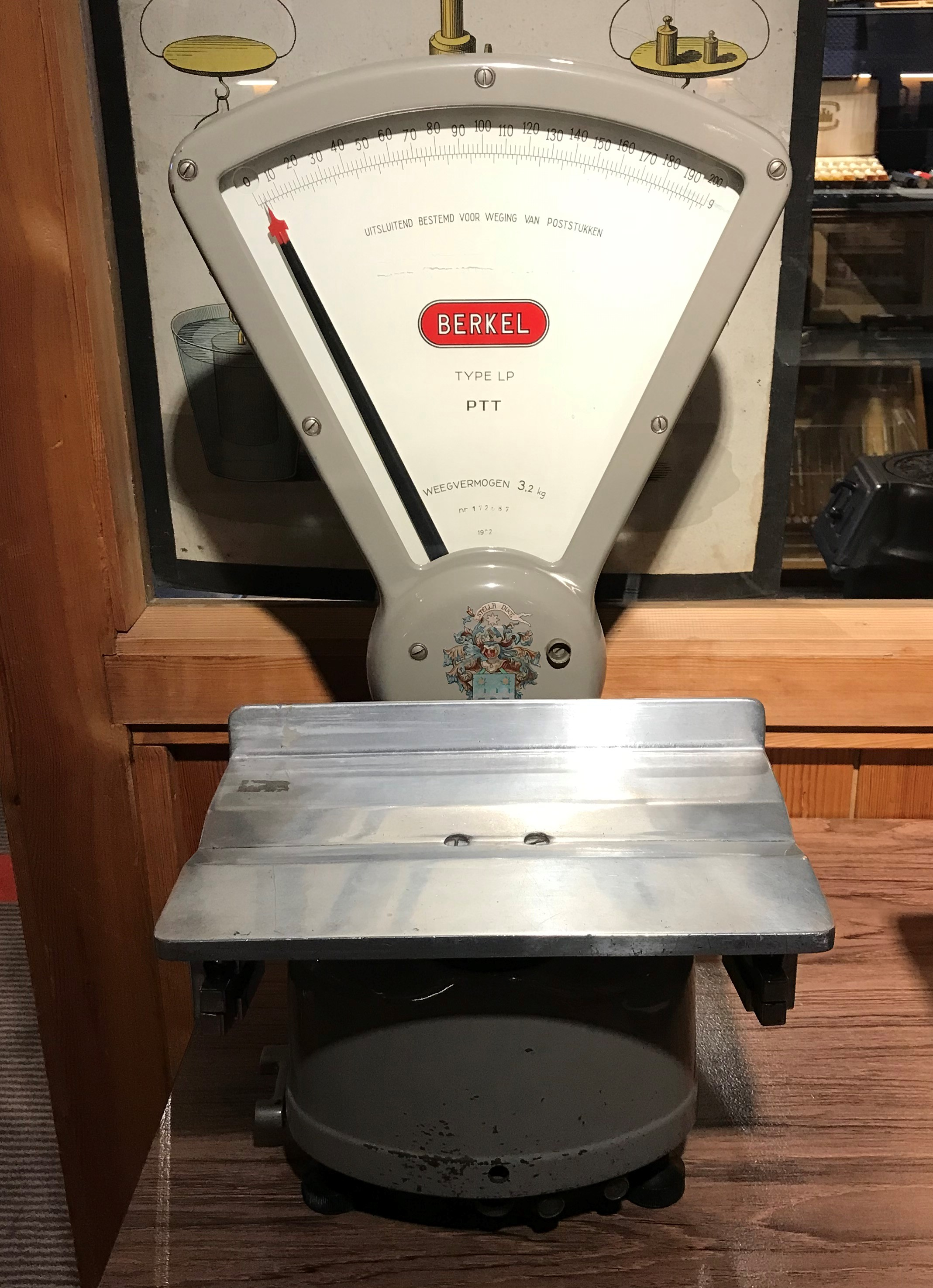
Van Berkel brievenweegschaal